# Getakärr

Getakärr eller Gamleby var under medeltiden en stad i norra Halland, belägen strax norr om Varbergs nuvarande centrum.

## Historia
Det finns inga källor till när Getakärr grundades, och inte heller orsaken till att staden anlades. Ursprungligen hette staden heller inte Varberg – det namnet dyker upp i källorna som beteckning på själva staden först på 1400-talet. Däremot tros Varbergs slott redan från början ha kallats Varberg. Det äldsta Varberg hette istället Getakärr. I ett dokument från 1343 skrivs namnet "villa Getakir", vilket är det äldsta bevarade skriftliga materialet där namnet förekommer. Dock nämns namnet redan av Saxo Grammaticus i samband med slaget vid Nissan 1066 (skrivs i Gesta Danorum Getsjö) samt i Håkon Håkonssons saga år 1286. Man vet inte hur omfattande Getakärr var vid denna tid.
När Getakärr fick stadsprivilegier och därmed i juridisk mening blev en stad är inte heller känt, men borgare i staden nämns i Erikskrönikan 1309.

## Getakärrs kyrkoruin
Staden hade en kyrka av gråsten, varav idag endast ruiner kvarstår. Arkeologiska utgrävningar i Getakärr har gjorts, som utgrävningen av själva kyrkan 1937–1938 och på 1980-talet provschakt i staden, men dessa utgrävningar är alldeles för blygsamma för att man ska kunna veta något om Getakärrs stadsplan. De arkeologiska lagren är daterade från 1200-talets andra hälft fram till 1400-talet. Bland fynden finns keramik och mynt.